# Rublo polacco
Il rublo fu la moneta che circolava in Polonia dal 1841 al 1917. Era costituita essenzialmente da monete a banconote russe, cui si affiancavano banconote emesse dal Bank Polski. Il rublo sostituì lo złoty con un cambio di 1 rublo=6⅔ złoty (1 złoty=15 copeche). Fu sostituito dal marka nel 1917.

## Banconote
Il Bank Polski emise banconote nei tagli da 1, 3, 10 e 25 rubli tra il 1841 ed il 1866.